# Brigitte Dahlbender
Brigitte Dahlbender (* 1955) war von 1997 bis 2021 die Landesvorsitzende des BUND in Baden-Württemberg. Sie ist studierte Biologin und wurde an der Universität zu Köln promoviert.
Einer breiteren Öffentlichkeit ist sie durch ihr Engagement gegen Stuttgart 21 (siehe auch Protest gegen Stuttgart 21) sowie für das Alternativkonzept Kopfbahnhof 21 bekannt geworden.
Sie nahm auf der Seite der Projektgegner an der von Heiner Geißler geleiteten Schlichtung zu dem Projekt Stuttgart 21 im Oktober und November 2010 teil. Ebenso an der Debatte um den durchgeführten Stresstest für Stuttgart 21 im Juli 2011.
Brigitte Dahlbender lebt in Ulm. Von 2014 bis 2019 war sie dort Stadträtin. Dahlbender ist Mitglied der SPD. Am 20. April 2013 wurde sie mit dem Verdienstorden des Landes Baden-Württemberg ausgezeichnet.